# Andom (Sso)
Pour les articles homonymes, voir Andom.
Andom est une localité du Cameroun, située dans l'arrondissement d'Akonolinga, le département du Nyong-et-Mfoumou et la région du Centre.

## Population
En 1961, Andom comptait 271 habitants, principalement des Sso. Lors du recensement de 2005, on y a dénombré 71 personnes.